# 陳民志
陳民志（？—？），號望白，河南南陽府泌陽縣人，明朝政治人物。

## 生平
萬曆十三年（1585年）乙酉科河南鄉試舉人。萬曆二十年（1592年），登壬辰科第三甲第十三名進士，禮部觀政，二十二年授中書舍人，二十六年升吏部主事、添注大理寺右寺正，二十九年仕至工部郎中。三十五年丁憂，三十九年考察，卒。

## 家族
曾祖陳鎰；祖父陳安，贈文林郎；父陳廷訓，南大理寺右寺丞。